# Aberratio delicti
In diritto penale, la locuzione latina aberratio delicti si riferisce a un'ipotesi d'errore nella fase esecutiva di un reato, che si verifica quando il reo provoca un evento diverso da quello voluto. Esempio: Tizio lancia un sasso per infrangere una vetrina, ma sbagliando la mira ferisce Caio che passava nelle vicinanze; in questo caso non si realizza l'evento voluto di danneggiamento, ma quello non voluto di lesione personale.

## Disciplina codicistica
Il codice penale italiano disciplina l'aberratio delicti all'art. 83 (Evento diverso da quello voluto dall'agente).
art. 83 c.p.
Fuori dei casi preveduti dall'articolo precedente, se, per errore nell'uso dei mezzi di esecuzione del reato, o per un'altra causa, si cagiona un evento diverso da quello voluto, il colpevole risponde, a titolo di colpa, dell'evento non voluto, quando il fatto è preveduto dalla legge come delitto colposo.
Se il colpevole ha cagionato altresì l'evento voluto, si applicano le regole sul concorso dei reati.
Dalla norma discende la distinzione tra due forme di aberratio delicti.

### Aberratio delictimonolesiva
L'aberratio delicti monoffensiva o monolesiva, descritta dal primo comma, consiste nel cagionare solo l'evento non voluto (reato aberrante). Il reo risponde del fatto commesso «a titolo di colpa», purché il reato sia previsto dalla legge in forma colposa. Nell'esempio sopra citato, Tizio potrebbe rispondere di tentato danneggiamento e di lesione colposa. Se invece fosse avvenuto l'inverso, e cioè se nel tentativo di ferire Caio avesse infranto la vetrina, potrebbe rispondere solo di tentata lesione, poiché il danneggiamento colposo non è reato (pur essendo illecito civile).
In dottrina si fa notare come la disposizione dell'art. 83 c.p., dietro la parvenza di responsabilità per colpa, adombri un'ipotesi di responsabilità oggettiva (vietata dall'art. 27 Cost.). Se così non fosse, la norma sarebbe priva di senso, poiché in sua assenza il fatto colposo ‒ anche quando commesso nel corso di un'attività criminosa ‒ sarebbe egualmente punito secondo le regole generali. Si deve ritenere allora che la norma punisca come reato colposo un fatto che, in ipotesi, potrebbe anche essere incolpevole; ciò in applicazione della massima qui in re illicita versatur, tenetur etiam pro casu.
Un ambito problematico è tuttavia rappresentato dal tentativo rispetto al delitto voluto e non realizzato: in tale ipotesi, infatti, si ricadrebbe sempre nell'aberratio delicti bilesiva, poiché l'autore, ad un tempo, verrebbe chiamato a rispondere, a titolo di colpa, del delitto non voluto, e, a titolo di tentativo, del delitto voluto ma non realizzato. In proposito, da un lato si evidenzia che non vi sarebbe alcun motivo giuridicamente apprezzabile per escludere l'operatività del cumulo dettato dal concorso materiale di reati; dall'altro si potrebbe addivenire ad un'interpretatio abrogans del primo comma, poiché la commissione di un delitto in luogo di un altro, per regola, presuppone il tentativo rispetto al delitto non consumato.

### Aberratio delictiplurilesiva
L'aberratio delicti plurioffensiva o plurilesiva, descritta dal secondo comma, si verifica quando il reo cagiona l'evento non voluto oltre all'evento voluto. In questo caso egli risponde del fatto voluto a titolo di dolo, e del reato aberrante a titolo di colpa, applicando le norme sul concorso di reati. Il “titolo di colpa” menzionato dalla legge si riferisce anche in questo caso alle sole conseguenze sanzionatorie, e non all'imputazione del fatto, che, come visto, è a titolo di responsabilità oggettiva.

### Ipotesi speciali
La giurisprudenza più recente considera la fattispecie dell'art. 586 c.p. (Morte o lesioni come conseguenza di altro delitto) un'ipotesi speciale aggravata di aberratio delicti plurilesiva.
art. 586 c.p.
Quando da un fatto preveduto come delitto doloso deriva, quale conseguenza non voluta dal colpevole, la morte o la lesione di una persona, si applicano le disposizioni dell'articolo 83, ma le pene stabilite negli articoli 589 e 590 sono aumentate.
In questo caso l'evento non voluto è costituito dalla morte o dalla lesione di una persona. Il reato voluto dev'essere un delitto doloso e non può ovviamente consistere:
- nelle lesioni o nelle percosse, poiché in tal caso si applicherebbe la norma che incrimina l'omicidio preterintenzionale;
- in un altro reato rispetto al quale la morte o le lesioni sono già previste come eventi aggravanti (es.: abuso dei mezzi di correzione o di disciplina, rissa, epidemia).

## Aberratio delicticoncorsuale
Nel concorso di persone in un reato, può verificarsi un caso assimilabile all'aberratio delicti, disciplinato dall'art. 116 c.p. sotto la rubrica Reato diverso da quello voluto da taluno dei concorrenti. La responsabilità penale, in questo caso, è sancita in capo a un concorrente nel reato per il reato diverso commesso dai correi e da lui non voluto. È una delle più note ipotesi superstiti di responsabilità oggettiva del Codice Rocco, e ha richiesto l'intervento della Corte costituzionale per conciliare la norma con il dettato della Costituzione. Dottrina e giurisprudenza sono divise nell'ammettere la configurabilità di un'aberratio delicti concorsuale plurilesiva.